# Gregory W. Pedlow
Gregory Wick Pedlow (* 1949) ist ein US-amerikanischer Historiker und ehemaliger Armee-Offizier (Lieutenant Colonel [ret.]). Er war wissenschaftlich u. a. an der University of Nebraska-Lincoln und für die CIA tätig und zuletzt Leitender Historiker beim NATO-Hauptquartier SHAPE.

## Leben
Pedlow studierte Geschichte und Politikwissenschaften am Dickinson College in Carlisle, Pennsylvania (B.A. 1970). Er absolvierte das ROTC-Programm und wurde in die Phi Beta Kappa aufgenommen. 1972 erwarb er einen Master of Arts in Neuerer Europäischer Geschichte an der Johns Hopkins University in Baltimore, Maryland. 1979 folgte der Ph.D. in Europäischer Geschichte.
Von 1972 bis 1974 diente er als Nachrichtendienstoffizier in der US Army. Danach wurde er in die US Army Reserve übernommen: Er war u. a. als Historiker im HQ United States European Command in Stuttgart eingesetzt; 1998 wurde er als Lieutenant Colonel pensioniert.
Pedlow war von 1975 bis 1977 Stipendiat des Deutschen Akademischen Austauschdienstes an der Philipps-Universität Marburg, wo er die Forschung für seine Doktorarbeit (The Nobility of Hesse-Kassel: Family, Land and Office, 1770–1870) im Staatsarchiv Marburg ausführte. Seine weitere Forschung zum Thema Kurhessischer Adel im 18ten und 19ten Jahrhundert wurde 1979–1980 mit einem Stipendium vom Leibniz-Institut für Europäische Geschichte gefördert.
1977 bis 1980 war er Lecturer an der University of Maryland European Division und von 1981 bis 1985 Assistant Professor of History an der University of Nebraska-Lincoln.
Von 1985 bis 1989 war er Staff Historian am Center for the Study of Intelligence der CIA. Dort entstand mit Donald E. Welzenbach eine als solide betrachtete Ausarbeitung über das U-2-Programm. Von 1989 bis 2015 war er Leitender Historiker im Supreme Headquarters Allied Powers Europe (SHAPE) der NATO bei Mons in Belgien. Pedlow veröffentlichte im Jahre 1997 die zentralen Dokumente zu den strategischen Konzepten der NATO von 1949 bis 1969, wofür er in der Forschung gewürdigt wird.
Pedlow, verheiratet und Vater von zwei Kindern, lebt seit 2015 in Emmendingen (Deutschland). Ehrenamtlich ist er Commissioner bei den Boy Scouts of America.

## Schriften (Auswahl)
Monografien
- The Survival of the Hessian Nobility, 1770–1870 (= Princeton Legacy Library). Princeton University Press, Princeton 1988, ISBN 0-691-05503-3.
- mit Donald E. Welzenbach: The CIA and the U-2 Program, 1954–1974. History Staff, Center for the Study of Intelligence, Central Intelligence Agency, Washington, D.C. 1998. (unclassified) (online)

Editionen / Herausgeberschaften
- (Hrsg. in Zusammenarbeit mit den NATO International Staff Central Archives): NATO Strategy Documents, 1949–1969. Mit einem Vorwort von Javier Solana. Brüssel 1997. (online)
- mit Christopher Bassford, Daniel Moran (Hrsg.): On Waterloo: Clausewitz, Wellington and the campaign of 1815. On Waterloo: Clausewitz, Wellington, and the Campaign Of 1815. Createspace, Charleston 2010, ISBN 978-0-8061-4108-4.

Beiträge in Sammelbänden
- The landed elite of Hesse-Cassell in the nineteenth century. In: Ralph Gibson, Martin Blinkhorn (Hrsg.): Landownership and Power in Modern Europe. HarperCollins Academic, London u. a. 1991, ISBN 0-04-940091-6, S. 111 ff.
- Putting the »O« in NATO: The Organizational Development of the North Atlantic Alliance, 1949–1956. In: Hans-Joachim Harder (Hrsg.): Von Truman bis Harmel. Die Bundesrepublik Deutschland im Spannungsfeld von NATO und europäischer Integration (= Militärgeschichte seit 1945. Band 11). Im Auftrag des Militärgeschichtlichen Forschungsamtes, Oldenbourg, München 2000, ISBN 3-486-56490-0, S. 153 ff.
- Three Hats for Berlin: General Lauris Norstad and the Second Berlin Crisis, 1958–62. In: John P. S. Gearson, Kori Schake (Hrsg.): The Berlin wall crisis: Perspectives on Cold War Alliances (= Cold War history series). Palgrave Macmillan, New York 2002, ISBN 0-333-92960-8, S. 175 ff.
- Concluding Remarks: Warfare in the Central Sector. In: Jan Hoffenaar, Dieter Krüger (Hrsg.): Blueprints for Battle. Planning for War in Central Europe, 1948–1968. Englische Übersetzung herausgegeben von David T. Zabecki, University Press of Kentucky, Lexington 2012, ISBN 978-0-8131-3651-6, S. 239 ff.